# Castillo de Nagoya
El castillo de Nagoya (名古屋城 Nagoya-jō?) es un castillo japonés que se encuentra en la prefectura de Aichi, en Japón.
Fue construido por el dominio Owari en 1612 durante el período Edo, en el sitio de un castillo anterior, perteneciente al clan Oda, durante el período Sengoku. El Castillo de Nagoya era el corazón de una de las ciudades con castillos más importantes de Japón, Nagoya-juku, una estación de correos en la carretera Minoji que unía dos de las importantes Cinco Rutas de Edo, la Tōkaidō y la Nakasendō. El Castillo de Nagoya se convirtió en el núcleo de la Nagoya moderna y el Ministerio de la Casa Imperial transfirió su propiedad a la ciudad en 1930. Fue parcialmente destruido en 1945 durante la Guerra del Pacífico y la reconstrucción y reparación del castillo han estado en curso desde 1957.
Meijō (名城), otra forma abreviada de pronunciar Castillo de Nagoya (名古屋城), se utiliza para muchas instituciones de la ciudad de Nagoya, como el Parque Meijō, la Línea Meijō del Metro Municipal de Nagoya y la Universidad Meijo, lo que refleja la influencia cultural de esta estructura histórica. El castillo también se ha llamado históricamente Kinjō (金城), que significa "Castillo Dorado", y la Universidad Kinjo Gakuin lleva su nombre.

## Historia
Imagawa Ujichika construyó el castillo original alrededor del año 1525. Oda Nobuhide se lo quitó a Imagawa Ujitoyo en 1532 y se lo apoderó, pero lo abandonó más tarde.
En 1610, Tokugawa Ieyasu ordenó a los diversos daimyō que lo ayudasen en la construcción de un nuevo castillo en el sitio. La construcción del castillo fue terminada en 1612.
Durante el Periodo Edo, el Castillo de Nagoya era uno de los más importantes pueblos-castillo en Japón, además de una parada obligatoria en el camino Minoji que unía Tōkaidō con Nakasendō.
Hasta la Era Meiji, el castillo fue la corte del clan Owari, de la familia Tokugawa.
Durante la Segunda Guerra Mundial el castillo fue quemado por completo junto con la mayoría de sus objetos de valor el 14 de mayo de 1945 debido al bombardeo aéreo. Sin embargo, muchas pinturas  sobrevivieron al incendio y han sido preservadas hasta el día de hoy. La reconstrucción del castillo culminó en 1959.
El día de hoy lo que existe del castillo es una reconstrucción de hormigón con aire acondicionado y ascensores; además, el Palacio Hommaru, el cual también se incendió durante la guerra, fue reconstruido a partir de 2009 y abierto al público el 8 de junio de 2018.